# Charles Berthot
 (signalé en juillet 2025).
Si vous disposez d'ouvrages ou d'articles de référence ou si vous connaissez des sites web de qualité traitant du thème abordé ici, merci de compléter l'article en donnant les références utiles à sa vérifiabilité et en les liant à la section « Notes et références ».
- Archive Wikiwix
- Bing
- Cairn
- DuckDuckGo
- E. Universalis
- Gallica
- Google
- G. Books
- G. News
- G. Scholar
- Persée
- Qwant
- (zh) Baidu
- (ru) Yandex
- (wd) trouver des œuvres sur Wikidata

Pour les articles homonymes, voir Berthot.
Charles Berthot est un calligraphe et un libraire parisien actif à la charnière des XVIIIe et XIXe siècles.

## Biographie
On sait seulement qu’entre 1788 et 1802, il habitait rue du Faubourg-Saint-Jacques à Paris.

## Œuvres

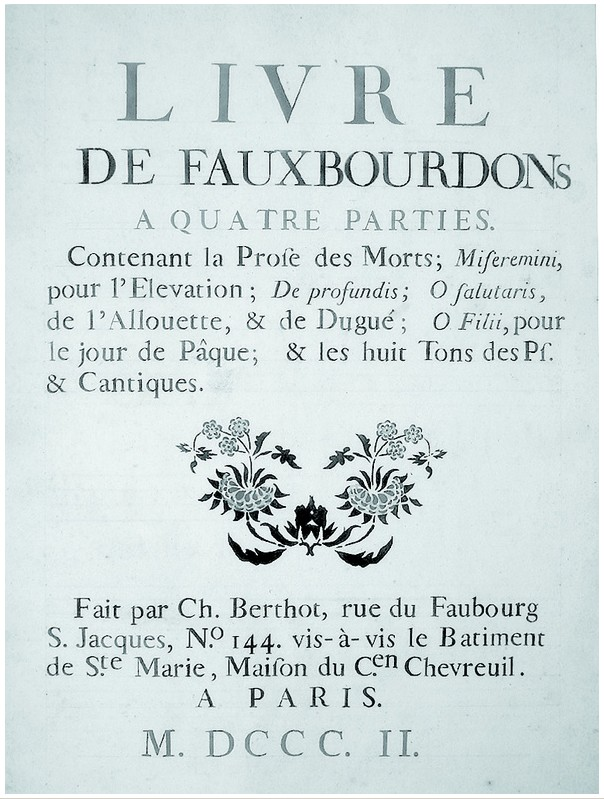
Page de titre du recueil de faux-bourdons écrit par Charles Berthot (Paris, 1802), réalisée au pochoir.

Il semble s’être spécialisé dans l’écriture des livres liturgiques. On connaît de lui :
- Graduel-Antiphonaire à l’usage l’abbaye Sainte-Geneviève. D’après des inventaires anciens, cet ouvrage comprenait à l’origine 7 ou 8 volumes ; seuls les tomes 1 (daté 1788) et 5 (daté 1791) existent encore (Paris BSG : Ms. 5856). Exécuté par « Charles Berthot, copiste et libraire à Paris (rue du Faubourg Saint-Jacques) ». Ce manuscrit in-folio est exécuté à la plume ou au pochoir, en rouge et en noir ou en d’autres couleurs, sur papier et parchemin, avec des initiales et des ornementations élaborées ; il révèle des modifications sensibles du texte et du chant par rapport à la révision imposée par l'archevêque de Paris en 1736 (pour l’antiphonaire) et en 1738 (pour le graduel).
- Livre de Fauxbourdons a quatre parties : Contenant la Prose des Morts ; Miseremini, pour l’Elevation ; De profundis ; O salutaris, de l’Allouette ; & de Dugué ; O Filii, pour le jour de Pâque ; & les huit Tons des Ps. & cantiques Manuscrit in-folio de 47 pages, daté 1802, fait par « Ch. Berthot, rue du Faubourg S. Jacques, N°144 vis-a-vis le bâtiment de Ste-Marie, maison du Citoyen Chevreuil ». Écrit à l’encre vermillon et bistre. La page de titre est faite au pochoir et utilise plusieurs couleurs. En 2010, en vente dans une librairie parisienne. Ce manuscrit contient des faux-bourdons de Jean-François Lalouette et de l’abbé Dugué, deux compositeurs parisiens de la fin du XVIIIe siècle.
- Quatre feuillets «In Veneratione SS. Reliquiarum», avec le ton calligraphié par Ch. Berthot, comme l’indique l’excudit en bas du verso du dernier feuillet : relié dans l' Antiphonarium Parisiense. Pars Automnalis. Paris, 1736; grand in-folio, plein maroquin rouge, dos à six nerfs orné à décor répété d’un fer propre au Chapitre de Notre-Dame, encadré de rinceaux, plats à large dentelle dorée, tranche dorée, fermoirs articulés et angles des plats en laiton dorée et ciselé. Reliure de l’époque.  (Saint Cloud, vente Le Floc'h, 3 février 2012).